# Distinciones Militares de Estados Unidos
Las Distinciones Militares de Estados Unidos es el conjunto de órdenes, condecoraciones, medallas y premios de naturaleza militar de aquel país. Incluyen las recompensas que reconocen la prestación de servicios determinados y las que premian méritos personales de los miembros de las Fuerzas Armadas de los Estados Unidos. Juntos con las insignias militares, estas distinciones son el reflejo más visible de las carreras de sus miembros.

## Distinciones militares vigentes
Nota: El orden de preferencia de las distinciones particulares varía ligeramente entre las diferentes ramas de las Fuerzas Armadas.
| Pasador / Nombre de la Distinción |
| --- |
| Distinciones personales |
| Valentía e intrepidez con riesgo de la propia vida, más allá de la llamada del deber Medalla de Honor |
| Cruces de servicio. Reconocen "el heroísmo extraordinario en combate". Cruz por Servicio Distinguido Cruz de la Armada Cruz de la Fuerza Aérea Cruz de los Guardacostas |
| Condecoraciones al servicio distinguido en deberes de gran responsabilidad Medalla por Servicio Distinguido de Defensa Medalla por Servicio Distinguido de Seguridad Nacional |
| Medalla por Servicio Distinguido del Ejército Medalla por Servicio Distinguido de la Armada Medalla por Servicio Distinguido de la Fuerza Aérea y Espacial Medalla por Servicio Distinguido de los Guardacostas                                                                                                   |
| “Gallardía en acción”. Estrella de Plata |
| Servicio meritorio superior o excepcional Medalla del Servicio Superior de Defensa |
| Legión al Mérito |
| Heroísmo durante un vuelo Cruz de Vuelo Distinguido |
| Heroísmo fuera de combate Medalla del Soldado Medalla de la Armada y del Cuerpo de Marines Medalla del Aviador Medalla de los Guardacostas |
| Heroísmo o Servicio meritorio en zona de guerra Estrella de Bronce |
| Otorgado por heridas sufridas en combate Corazón Púrpura |
| Medallas de servicio meritorio y aéreas Medalla por Servicio Meritorio de Defensa |
| Medalla del Servicio Meritorio |
| Medalla Aérea |
| Medalla por Hazaña Aérea |
| Medallas de mención Medalla de Mención por Servicio Conjunto Medalla de Mención del Ejército Medalla de Mención de la Armada y el Cuerpo de Marines Medalla de Mención de la Fuerza Aérea y Espacial Medalla de Mención de la Guardia Costera                                                                     |
| Medallas por hazañas Medalla por Hazaña de Servicio Conjunto Medalla por Hazaña del Ejército Medalla por Hazaña de la Armada y el Cuerpo de Marines Medalla por Hazaña de la Fuerza Aérea y Espacial Medalla por Hazaña de la Guardia Costera                                                                     |
| Carta de Mención de Jefes |
| Banda por Acción de Combate de la Armada y el Cuerpo de Marines Medalla de la Fuerza Aérea y Espacial por Acción de Combate Banda de la Guardia Costera por Acción de Combate |
| Distinciones colectivas |
| Citación presidencial de unidades Citación Presidencial de Unidades del Ejército Citación Presidencial de Unidades de la Armada y el Cuerpo de Marines Citación Presidencial de Unidades de la Fuerza Aérea y Espacial Citación Presidencial de Unidades de la Guardia Costera                                    |
| Premio Conjunto Meritorio para Unidades Premio del Departamento de Seguridad Nacional para Unidades Extraordinarias Premio del Ejército a la Unidad Valerosa Mención de Unidades de la Armada Mención Meritoria de Unidades de la Fuerza Aérea y Especial por Gallardía Mención de Unidades de la Guardia Costera |
| Menciones de Unidades Meritorias Mención de Unidad Meritoria del Ejército Mención de Unidad Meritoria de la Armada Mención de Unidad Meritoria de la Fuerza Aérea y Espacial Mención de Unidad Meritoria de la Guardia Costera Mención Colectiva de la Guardia Costera                                            |
| Premio Superior de Unidades del Ejército Premio de Unidades Extraordinarias de la Fuerza Aérea y Espacial |
| Distinciones a la eficiencia Banda "E" de la Armada Premio de la Fuerza Aérea y Espacial a la Excelencia en la Organización Banda "E" de la Guardia Costera |
| Distinciones de servicio |
| Medalla del Prisionero de Guerra |
| Medalla por Reacción en Combate |
| Continúa en la siguiente columna |

| Pasador / Nombre de la Distinción |
| --- |
| Distinciones de servicio (continuación) |
| Medallas por buena conducta Medalla de Buena Conducta del Ejército Medalla de Buena Conducta de la Armada Medalla de Buena Conducta de la Fuerza Aérea Medalla de Buena Conducta de la Fuerza Espacial Medalla de Buena Conducta del Cuerpo de Marines Medalla de Buena Conducta de la Guardia Costera |
| Banda del Aviador Extraordinario del Año Banda del Guardián Espacial Extraordinario del Año Banda del Guardia Costero Extraordinario del Año |
| Banda de Reconocimiento de la Fuerza Aérea |
| Medallas de servicio, expedición y campaña |
| Condecoraciones para reservistas Medalla por Hazaña de los Componentes de la Reserva del Ejército Medalla al Servicio Meritorio de la Fuerza Aérea Medalla Selección de la Reserva del Cuerpo de Marines Medalla de Buena Conducta de la Reserva de la Guardia Costera Medalla de la Reserva de las Fuerzas Armadas |
| Medalla Expedicionaria de la Armada Medalla Expedicionaria del Cuerpo de Marines |
| Medalla de Servicio en la Antártida Medalla de la Guardia Costera por Servicio en el Ártico |
| Medalla de las Fuerzas Armadas Expedicionarias |
| Medalla de Campaña de Resolución Inherente |
| Medalla Expedicionaria de la Guerra Global contra el Terrorismo |
| Medalla por Servicio en la Guerra Global contra el Terrorismo |
| Medalla por Servicio de Defensa en Corea. |
| Medalla por Servicio en las Fuerzas Armadas |
| Medalla por Servicio Humanitario |
| Medalla por Servicio Voluntario Extraordinario |
| Medalla de Campaña de Efectos del Combate Remoto |
| Medalla de Campaña Aérea y Espacial |
| Medalla de Servicio de Operaciones de Disuasión Nuclear |
| Distinciones de servicio y de entrenamiento |
| Banda del Ejército por el Deber en el Mar Banda de la Armada por Servicio de Despliegue en el Mar Banda de la Guardia Costera por Servicio en el Mar Banda de la Reserva de la Armada por Servicio en el Mar Banda de la Fuerza Aérea y Espacial por Servicio Expedicionario Banda de la Armada por Servicio en el Ártico |
| Bandas de servicio en ultramar Banda del Ejército por Servicio en Ultramar Banda de la Armada y el Cuerpo de Marines por Servicio en Ultramar Banda de la Guardia Costera por Servicio en Ultramar Banda de la Fuerza Aérea y Espacial por Servicio en Ultramar con Desplazamiento Corto Banda de la Fuerza Aérea y Espacial por Servicio en Ultramar con Desplazamiento Largo Banda de la Reserva del Ejército por Entrenamiento en Ultramar                                       |
| Banda de la Guardia Costera por Deber Restrictivo Banda por Servicios Especiales de la Guardia Costera |
| Bandas por Longevidad Premio de la Fuerza Aérea y Espacial al Servicio Prolongado |
| Bandas por Servicio de Reclutamiento y Entrenamiento Banda de la Armada por Servicio de Reclutamiento Banda del Cuerpo de Marines por Servicio de Reclutamiento Banda de la Guardia Costera por Servicio de Reclutamiento Banda de la Armada por Servicio de Entrenamiento Banda de Instructor del Cuerpo de Marines Banda de Instructor de Combate del Cuerpo de Marines Banda de Desempeño de Tareas Especiales de la Fuerza Aérea y Espacial Banda de Reclutamiento del Ejército |
| Bandas de Guardia Banda de la Guardia de Honores de la Armada Banda de la Guardia de Seguridad del Cuerpo de Marines |
| Bandas de promoción profesional Banda de Promoción de los Suboficiales del Ejército Banda de Promoción de los Suboficiales de la Fuerza Aérea y Espacial |
| Bandas de Graduados de Honor Banda de Graduación de Honor de la Armada Banda de Graduación de Honor de la Fuerza Aérea y Espacial Banda de Graduación de Honor de la Guardia Costera |
| Bandas de Entrenamiento Banda de Servicio del Ejército Banda de Instrucción de la Fuerza Aérea y Espacial |
| Distinciones de puntería |
| Banda de Experto en Puntería de la Fuerza Aérea y Espacial Banda de Puntería con Rifle de la Armada Banda de Puntería con Rifle de la Guardia Costera Banda de Puntería con Pistola de la Armada Banda de Puntería en el Tiro con Pistola de la Guardia Costera |

Para simbolizar méritos adicionales o múltiples concesiones de la misma recompensa, las Fuerzas Armadas de los Estados Unidos mantienen un número de emblemas que se fijan sobre cintas e insignias.

## Distinciones abolidas
| Pasador/Nombre de la Distinción                                                       |
| ------------------------------------------------------------------------------------- |
| Distinciones personales                                                               |
| Medalla de Certificación del Mérito Medalla del Ascenso Nominal del Cuerpo de Marines |
| Banda de Herido del Ejército                                                          |
| Medalla al Servicio Especial Meritorio                                                |
| Distinciones del Departamento de Transporte Militar                                   |
| Medalla del Servicio Distinguido en el Transporte                                     |
| Premio del Secretario de Transportes a la Unidad Extraordinaria                       |
| Mención de Unidades del Bicentenario de la Guardia Costera                            |
| Medallas de campaña (siglo XIX-comienzos del siglo XX)                                |
| Medalla de Campaña de la Guerra Civil                                                 |
| Medalla de la Campaña en la India                                                     |
| Medalla del Ejército de la Campaña en China                                           |
| Medalla de la Armada por la Expedición de Auxilio a China                             |
| Guerra hispano-estadounidense                                                         |
| Medalla de la Campaña Española                                                        |
| Medalla de la Campaña en las Indias Occidentales                                      |
| Medalla Naval de la Campaña en las Indias Occidentales (Medalla Sampson)              |
| Medalla de la Batalla en la Bahía de Manila (Medalla Dewey)                           |
| Medalla de Servicio de la Guerra Española                                             |
| Medalla del Ejército de Ocupación en Cuba                                             |
| Medalla del Ejército de la Pacificación Cubana                                        |
| Medalla del Ejército de la Ocupación de Puerto Rico                                   |
| Medallas de campaña en Filipinas                                                      |
| Medalla de la Campaña en Filipinas                                                    |
| Medalla Filipinas del Congreso                                                        |
| Medallas expedicionarias de la Armada y el Cuerpo de Marines (1920-1930)              |
| Medalla de la Campaña en Nicaragua (1912)                                             |
| Medalla de la Campaña Dominicana                                                      |
| Medalla de la Campaña en Haití (1917)                                                 |
| Medalla de la Campaña en Nicaragua (1933)                                             |
| Medalla de la Campaña en Haití (1921)                                                 |
| Medalla de Servicio en el Yangtze                                                     |
| I Guerra Mundial y Periodo de Entreguerras                                            |
| Medalla del Servicio en México                                                        |
| Medalla de Servicio en la Frontera con México                                         |
| Continúa en la siguiente columna                                                      |

| Pasador/Nombre de la Distinción                                                                                   |
| --- |
| I Guerra Mundial y Periodo de Entreguerras (continuación)                                                         |
| Medalla de la Victoria en la I Guerra Mundial                                                                     |
| Medalla del Ejército de Ocupación (Alemania y Japón)                                                              |
| II Guerra Mundial y Medallas de servicio de Entreguerras                                                          |
| Medalla de Servicio de China                                                                                      |
| Medalla de Servicio de la Defensa Americana                                                                       |
| Medalla de Servicio del Cuerpo Femenino del Ejército                                                              |
| Medalla de la Campaña Americana Campaña Europea, Africana y en Oriente Medio Banda de la Campaña en Asia-Pacífico |
| Medalla de la Victoria en la Segunda Guerra Mundial                                                               |
| Medallas de Servicio de Posguerra, Guerra Fría y de Ocupación                                                     |
| Medalla del Ejército de Ocupación Medalla de Servicio de Ocupación de la Armada                                   |
| Medalla a la Acción Humana                                                                                        |
| Medalla de Servicio en la Defensa Nacional                                                                        |
| Medalla del Servicio en Corea                                                                                     |
| Medalla por Servicio en Vietnam                                                                                   |
| Medallas de Servicio de Posguerra Fría                                                                            |
| Medalla por Servicio en el Sudeste de Asia                                                                        |
| Medalla por la Campaña en Kósovo                                                                                  |
| Medalla por la Campaña en Afganistán                                                                              |
| Medalla por la Campaña en Irak                                                                                    |
| Distinciones de Servicio y Entrenamiento                                                                          |
| Medalla de la Reserva de la Armada                                                                                |
| Banda de la Fuerza de la Flota Marítima                                                                           |
| Medalla al Servicio Meritorio de la Reserva de la Armada                                                          |
| Banda de Instructor Militar de la Fuerza Aérea                                                                    |
| Banda de la Reserva del Cuerpo de Marines                                                                         |
| Banda de la Mención Especial de la Reserva                                                                        |
| Banda de la Armada por Servicio de Entrenamiento de Reclutas                                                      |
| Banda de la Fuerza Aérea por Servicio de Reclutamiento                                                            |
| Distinciones de puntería                                                                                          |
| Banda de Tirador Distinguido y Disparo con Pistola                                                                |
| Banda de Tirador Distinguido de la Armada                                                                         |
| Banda del Disparo con Pistola Distinguido de la Armada                                                            |

| Órdenes, Condecoraciones, Medallas y Premios de los Estados Unidos                           |
| -------------------------------------------------------------------------------------------- |
| Distinciones Civiles Federales de Estados Unidos \| Distinciones Militares de Estados Unidos |